# Црква рођења Пресвете Богородице у Сокобањи
Црква рођења Пресвете Богородице се налази на Лептерији, месту које је 2,5 километара удаљено од центра Сокобање.

## Историја
Црква рођења Пресвете Богородице датира из 13. или почетка 14 века. Њени ктитори су били Стефан и Вук, синови цара Лазара. Срушена је када и Соко Град, када се турски бег Хамус одметнуо од султана и заузео ово утврђење. Као казнени одред султан шаље Мусу Кесеџију који руши утврђење Соко Град 1413. као и ову цркву. Према народној легенди, тада се појавио лик Богородице у стени преко пута цркве као одговор на рушење хришћанске светиње. Према другој легенди лик је настао када је Богородица бежала од римских војника и сакрила се у тој стени, тако војници прођоше поред ње не приметивши је. Када се одвојила од стене, иза ње остаде уклесан њен лик. Данас се у цркви окупља и велики број туриста који посећују излетиште Лептерија, а 90-тих година 20. века се ту окупљао народ на Велики петак јер је из те стене, која носи лик Богородице, текла бела вода, налик на млеко. Вековима се није знало да је на том месту већ постојала црква па се испод места где су се налазили темељи цркве, налазило светилиште посвећено Светој Петки. Једној старици Олги се у сну јавила Света Петка и рекла да на Лептерији постави крст и уреди то место посвећено њој у част. Дуго време је црквиште одржавао деда Влада који је имао велику жељу да на том месту озида цркву Свете Петке. Када је почело рашчишћавање терена изнад црквишта су нађени вековима под земљом сакривени стари темељи цркве и око њих остаци пет гробова. Део костију је послат у Београд на испитивање, а други део се чува у новосазиданој цркви. Дан рођења Пресвете Богородице се обележава 21. септембра.

## Галерија
- Табла са натписом цркве
- Црква рођења Пресвете Богородице
- Табла са кратким историјатом цркве на три језика